# Helene Marcarover

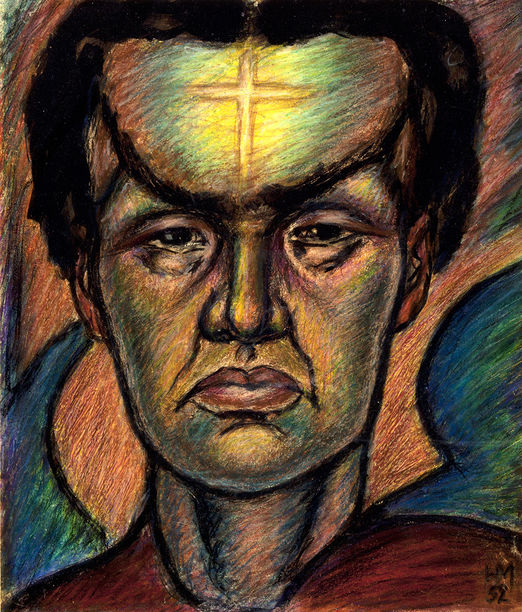
Helene Marcarover: Selbstporträt, 1952 (Karlsruhe, Badische Landesbibliothek)

Helene Marcarover, eigentlich wohl Elena Dmitrowna Markarian (* 22. Juli 1900 oder 1904 in Ciechocinek (Polen); † 1992 in Königheim), war eine deutsche Malerin, Zeichnerin und Dichterin.

## Leben
Über die Biografie Helene Marcarovers bis 1944 sind nur wenige Informationen sicher festzustellen. Die Künstlerin veränderte ihre Angaben hierzu im Laufe ihres späteren Lebens immer wieder, wohl aus Angst vor Verfolgung, angefangen von ihrem Namen und Geburtsdatum bis hin zu ihren verschiedenen Wohnorten, Tätigkeiten und Arbeitgebern. Andere Quellen als ihre eigenen Aufzeichnungen existieren kaum.
Marcarover war demnach die Tochter eines wohl armenisch-stämmigen Beamten und einer baltendeutschen Mutter. Durch die wechselnden Arbeitsorte des Vaters musste die Familie häufig umziehen; so lebte Marcarover als Kind zeitweise in St. Petersburg und Moskau, bevor sie um 1925 nach Cuciurul-Mic (Rumänien) zog, wo entfernte Verwandte lebten. Zu diesem Zeitpunkt waren ihre Eltern und Geschwister bereits verstorben, teils im Ersten Weltkrieg, teils durch Krankheit, und sie selbst hatte einige schwere Krankheiten überlebt (darunter Scharlach und Tuberkulose).
Marcarover arbeitete dort in verschiedenen Positionen, unter anderem als Haus- und Kindermädchen sowie als Bürokraft im nahe gelegenen Czernowitz. Dort begann sie, neben dem Kampf um einen ausreichenden Lebensunterhalt, wieder zu zeichnen und ihrer künstlerischen Neigung nachzugehen. In Czernowitz lernte sie unter anderem den wesentlich älteren Kunsthistoriker und Juristen Wladimir Sergej von Zalozieckyj (1884–1965) kennen, der wohl ihre große Liebe wurde.
Als Rumänien 1944 an die Sowjetunion fiel, wurde Marcarover zur Flucht gezwungen. Über die Karpaten, Oberschlesien und Thüringen kam sie 1947 nach Waldenhausen (Wertheim). In den Jahren ihrer Flucht war sie zeitweise von der deutschen Wehrmacht als Dolmetscherin eingesetzt worden. 1949 erlitt sie bei einem Unfall eine schwere Rückenverletzung, 1950 einen Herzinfarkt. Infolgedessen verbrachte sie viele Monate in verschiedenen Krankenhäusern und behielt eine angegriffene Gesundheit zurück.
1952 zog sie nach Tauberbischofsheim, wo sie sich ganz der Malerei widmete, gelegentlich Gedichte schrieb und schriftstellerisch tätig wurde. Während sie in ihrem Wohnort recht bekannt war, mehrere Ausstellungen ihrer Werke bekam und auch mit Gedichten und Bildern in der lokalen Zeitung immer wieder präsent war, gelang ihr kein größerer Durchbruch als Künstlerin. Sie starb im Frühjahr 1992 im Altersheim in Königheim.
Ihr Nachlass befindet sich seit 2012 in der Badischen Landesbibliothek in Karlsruhe.